# نیکولو ملی
نیکولو ملی (ایتالیایی: Nicolò Melli؛ زادهٔ ۲۶ ژانویهٔ ۱۹۹۱) بازیکن بسکتبال اهل ایتالیا است.
از باشگاه‌هایی که در آن بازی کرده‌است می‌توان به المپیا میلان، باشگاه بسکتبال رجانا، و باشگاه بسکتبال مردان فنرباغچه اشاره کرد.
وی در مسابقات کشوری و بین‌المللی در مجموع برندهٔ ۱ مدال نقره شده‌است.